# Ælfwynn
Pour la femme d'Æthelstan Demi-Roi, voir Ælfwynn (femme d'Æthelstan Demi-Roi).
Ælfwynn (née vers 888 – morte après 919) est la fille unique d'Æthelred et d'Æthelflæd. Elle hérite du titre de « dame des Merciens » à la mort de sa mère en 918.
Le royaume de Mercie est revendiqué par son oncle maternel Édouard l'Ancien, qui la dépose et lui succède en 919. La Mercie est alors annexée au royaume du Wessex.

## Postérité
Ælfwynn apparaît dans les Histoires saxonnes de Bernard Cornwell, série de romans historiques se déroulant sous le règne d'Alfred le Grand et de ses successeurs, ainsi que dans la série télévisée The Last Kingdom, qui en est adaptée et dans laquelle elle est interprétée par l'actrice Phia Saban.